# Cuora
Cuora (Gray, 1856) è un genere di tartarughe della famiglia dei Geoemididi. Vi appartengono 12 specie note collettivamente come tartarughe scatola asiatiche, diffuse in Asia sud-orientale e orientale e nella parte orientale dell'Asia meridionale.

## Tassonomia
Comprende le seguenti specie:
- Cuora amboinensis (Daudin, 1802) - tartaruga scatola del Sud-est asiatico
- Cuora aurocapitata (Luo & Zong, 1988) - tartaruga scatola testa gialla
- Cuora bourreti (Obst & Reimann, 1994) - tartaruga scatola di Bourret
- Cuora flavomarginata (Gray, 1863) - tartaruga scatola flavomarginata
- Cuora galbinifrons (Bourret, 1939) - tartaruga scatola indocinese
- Cuora mccordi (Ernst, 1988) - tartaruga scatola di McCord
- Cuora mouhotii (Gray, 1862) - tartaruga scatola seghettata
- Cuora pani (Song, 1984) - tartaruga scatola di Pan
- Cuora picturata (Lehr, Fritz & Obst, 1998) - tartaruga scatola del Vietnam meridionale
- Cuora trifasciata (Bell, 1825) - tartaruga scatola cinese trifasciata
- Cuora yunnanensis (Boulenger, 1906) - tartaruga scatola dello Yunnan
- Cuora zhoui (Zhao, Zhou & Ye, 1990) - tartaruga scatola di Zhou

## Descrizione
Le specie di Cuora sono caratterizzate da un carapace a cerniera ventrale. Sono generalmente di colore marrone, ma alcune specie presentano tinte giallo chiaro, bianco o arancio o bande longitudinali.

## Biologia
Le tartarughe scatola asiatiche sono semi-acquatiche. Trascorrono la maggior parte del tempo sul bordo di stagni poco profondi e ricchi di vegetazione. Sono onnivore, ma in natura la loro dieta consiste principalmente di piante acquatiche e occasionalmente di invertebrati, pesci o anche carogne.